# Шаскольский, Пётр Борисович
Пётр Борисович (Бернгардович) Шаскольский (22 декабря 1882, Санкт-Петербург — 1 октября 1918, Петроград) — русский историк-медиевист и политический деятель, приват-доцент Санкт-Петербургского университета. Член партии социалистов-революционеров, деятель Временного правительства 1917 года.

## Биография
Родился в семье провизора Б. М. Шаскольского, брат-близнец Павла Борисовича Шаскольского, закончил вместе с братом известную петербургскую немецкую Петришуле в 1900 году, поступил на историко-филологический факультет Петербургского университета, где специализировался по истории средневековой Италии у профессора И. М. Гревса. По завершении учёбы в 1906 году остался в университете в качестве приват-доцента. Одновременно преподавал в нескольких гимназиях и исполнял обязанности директора частного женского училища Грюнталь, служил в Тенишевском училище, на общеобразовательных курсах Черняева, в гимназии Могилянской. В период 1907–1913 Шаскольский несколько раз выезжал за границу, то в качестве гувернера, то в качестве спутника И. М. Гревса, возившего своих учеников на экскурсии в Венецию и Флоренцию.
В 1909 году в Штутгарте Шаскольский женился на Надежде Владимировне Брюлловой. С 1911 стал постоянным сотрудником Нового Энциклопедического словаря Ф. А. Брокгауза и И. А. Ефрона. В 1913 Шаскольские жили в Италии, и Петр Борисович был членом Лекционного комитета Общества библиотеки им. Л. Н. Толстого, созданного русскими политэмигрантами. В начале Первой мировой войны супруги Шаскольские вернулись в Россию.
Дети от брака с Брюлловой — Шаскольская, Марианна Петровна; Шаскольская, Тамара Петровна; Шаскольский, Валерий Петрович.

## Политическая деятельность
Незадолго до Февральской революции П. Б. Шаскольский вошёл в Трудовую группу. На учредительно-объединительном съезде Трудовой народно-социалистической партии в июне 1917 года Шаскольский был избран членом её ЦК, выступил с докладом «По национальному вопросу». Кроме того, он был приглашён в состав Временного правительства в качестве заведующего национальным отделом Министерства внутренних дел. Осенью 1917 года Шаскольский перешёл в партию эсеров. После октября 1917 года — Член Всероссийского Комитета спасения Родины и Революции. В начале 1918 года он выступал за радикальные меры борьбы с большевиками как с узурпаторами демократии, вплоть до применения террористических методов. В дни начавшегося Красного террора ему пришлось перейти на нелегальное положение. Умер скоропостижно от «испанки».
О его смерти сохранилось свидетельство в одном частном письме от 2 октября 1918 года:
«Вчера умер от воспаления обоих легких, прохворав всего три дня. Он все это время скрывался, дома не ночевал, за ним была непрерывная слежка, так что он и захворал у чужих людей, и его, больного уже, несколько раз перевозили из одного места в другое, чтобы его не нашли, (вероятно, это его и сгубило). Надежда Владимировна не навещала его тоже из этого побуждения, он и умер без неё, в чужом доме…» 

## Труды
- Шаскольский, П. Б. Роль Римской церкви в обороне Италии в эпоху нашествия лангобардов // К 25-летию учебно-педагогической деятельности Ивана Михайловича Гревса. — СПб., 1911. — С. 70-93.
- Шаскольский, П. Б. Критика «Донации Константина» в эпоху гуманизма // Николаю Ивановичу Карееву ученики и товарищи по научной работе. — СПб., 1914. — С. 269—271.
- Шаскольский, П. Б. Вопрос о «Даре Константина» в новейшей историографии // Научный исторический журнал. Т. 2. Вып. 3. — 1914. — 5. — С. 87-102.

Неопубликованные научные труды:
- Шаскольский, П. Б. Христианские катакомбы в окрестностях Рима и их изучение // Отдел рукописей Российской национальной библиотеки. Ф. 835. Оп. 1. Д. 1. (22 листа)
- Шаскольский, П. Б. Земельный вопрос в Поздней Римской империи // Отдел рукописей Российской национальной библиотеки. Ф. 835. Оп. 1. Д. 4.

Неопубликованные курсы лекций:
- Шаскольский, П. Б. История папства: Лекции // Отдел рукописей Российской национальной библиотеки. Ф. 835. Оп. 1. Д. 2. (49 листов)
- Шаскольский, П. Б. История средних веков: Лекции // Отдел рукописей Российской национальной библиотеки. Ф. 835. Оп. 1. Д. 3. (44 листа)